# Genista triacanthos
Genista triacanthos är en ärtväxtart som beskrevs av Felix de Silva Avellar Brotero. Genista triacanthos ingår i släktet ginster, och familjen ärtväxter.

## Underarter
Arten delas in i följande underarter:
- G. t. triacanthos
- G. t. vepres